# Maiwoche
Maiwoche ist der Name zweier Volksfeste, die jährlich unabhängig voneinander in Osnabrück und Herdecke stattfinden. Die Osnabrücker Maiwoche zählt jährlich bis zu 850.000 Besucher.

## Osnabrücker Maiwoche

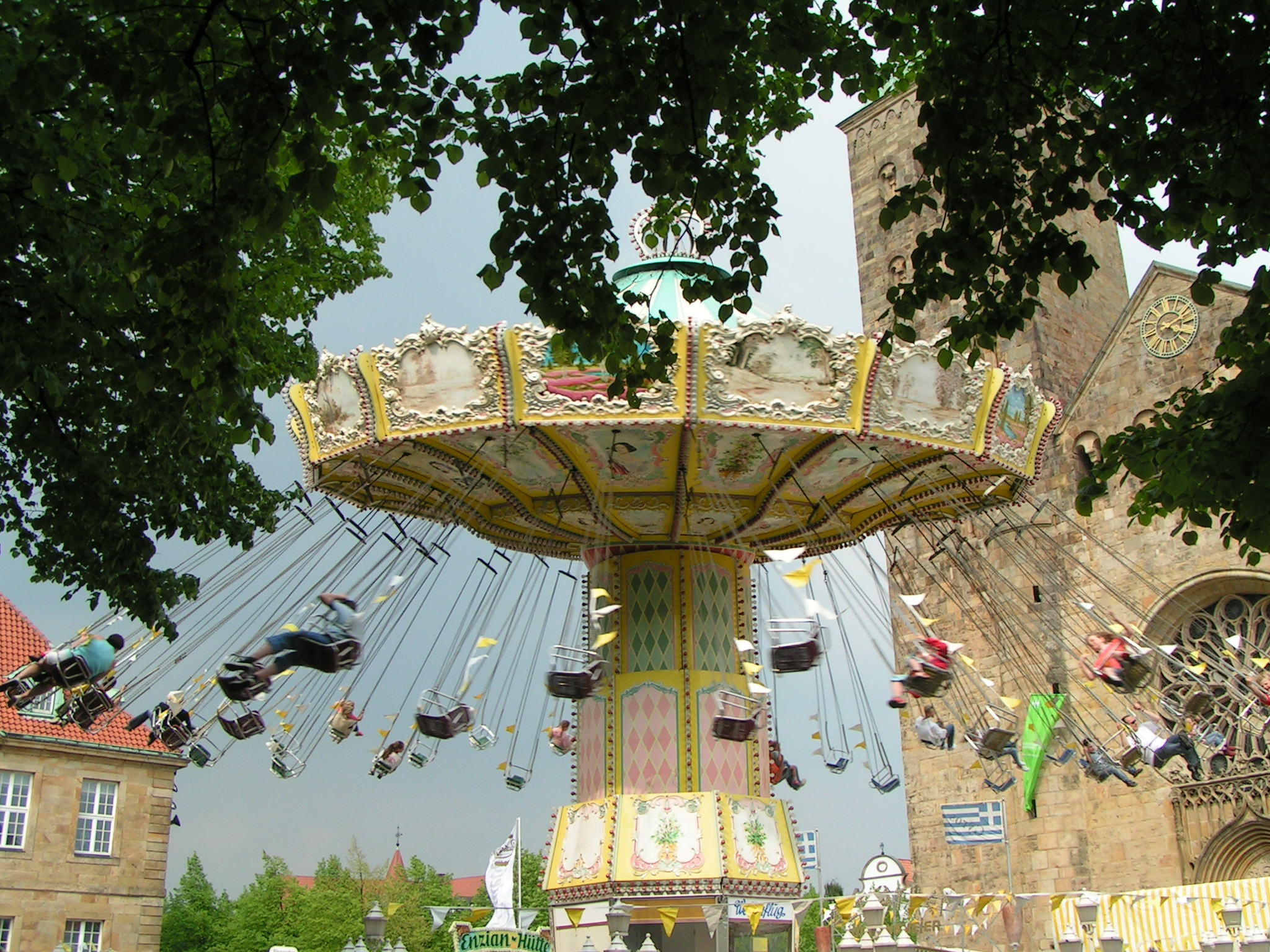
Maiwoche 2006: Kettenkarussell vor dem Osnabrücker Dom

Die Osnabrücker Maiwoche ist eine Kombination aus kostenlosem Musikfestival und Volksfest. Die erste Maiwoche fand 1973 statt, jedoch wird häufig das Partnerstädtetreffen 1972 von Angers und Haarlem in Osnabrück, aus dem die Maiwoche mit hervorging, als erste Maiwoche genannt.
Das Fest findet grundsätzlich komplett im Monat Mai statt. Die Dauer der Maiwoche beträgt mindestens 10 Tage, kann jedoch bei günstiger Lage von Feiertagen (z. B. Christi Himmelfahrt und Pfingsten) bis zu 12 Tage betragen. Während der Veranstaltung treten auf verschiedenen Bühnen, die über die gesamte Osnabrücker Innenstadt verteilt sind, nach dem Konzept umsonst und draußen Musikgruppen und Künstler unterschiedlicher Musikgenres auf. Zwischen den Maiwochen-Bühnen sind – ähnlich wie bei einem Jahrmarkt – Verkaufsstände aufgestellt. Außerdem gibt es jedes Jahr ein großes Kettenkarussell vor dem Osnabrücker Dom. Das Eröffnungs- oder Abschlusskonzert der Maiwoche gibt traditionell die Osnabrücker Blues Company auf der Marktplatz-Bühne vor dem Rathaus.

### Geschichte

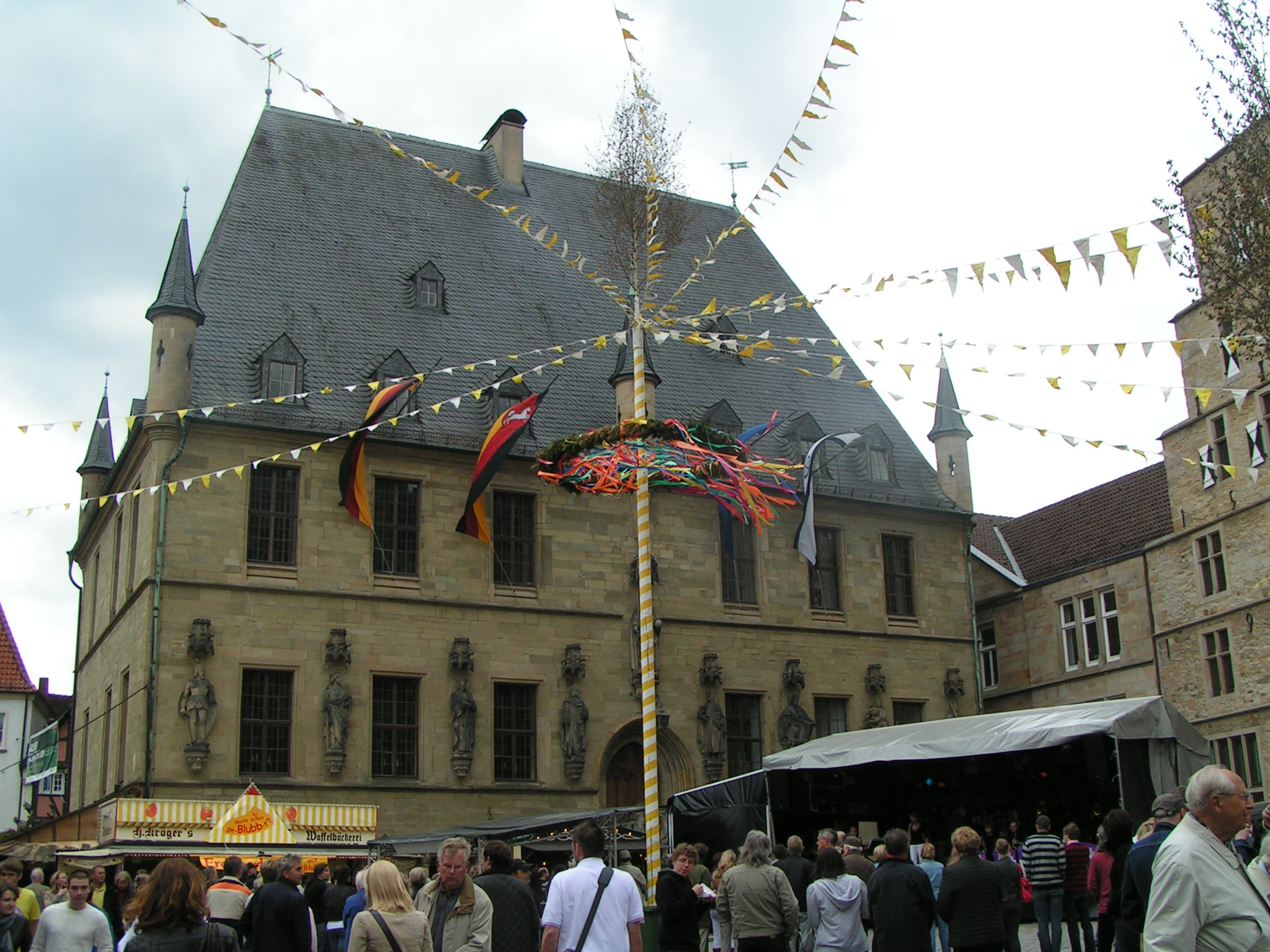
Maiwoche 2009: Buden und Konzertbühne auf dem Marktplatz vor dem Osnabrücker Rathaus

Der Fremdenverkehrsdirektor Peter Schreiber sowie die Osnabrücker Aktien-Brauerei gelten als Initiatoren der Maiwoche. Die Maiwoche sollte als eine Art „Norddeutsches Oktoberfest“ stattfinden und an die alte Brautradition des Maibockbiers anknüpfen. Im Mai 1973 wurde durch einen Fassanstich im Beisein von Oberbürgermeister Ernst Weber die erste Maiwoche eröffnet.
In den ersten Jahren der Maiwoche gab es die Maibockprobe, ein Braumeister der OAB rutschte auf einem mit Maibockbier getränkten Schemel, bis dieser an seinem Hintern kleben blieb. Damit sollte der hohe Stammwürzgehalt des Bockbiers demonstriert und seine Qualität nachgewiesen werden.
Auf der ersten Maiwoche 1973 waren Delegationen aus den Partnerstädten Haarlem und Angers eingeladen, außerdem wurden auf den Großen Straße vor L&T ein noch exotisches Boulevard-Cafe eingerichtet und ein Schwimmwettkampf im Niedersachsenbad abgehalten.
Auf der Maiwoche 1974 gab es eine Hundezuchtschau sowie eine Seelöwentaufe. Die Maiwoche 1977 stand im Zeichen des Emslandes, so gab es Modelle von Ölfördereinrichtungen und der Erdöl-Raffinerie Emsland zu sehen.
In der Maiwoche 1979 wurde der Bierbrunnen vom Markt zur Stadthalle verlegt, was für Unmut bei den Besuchern der Maiwoche führte. Bei der Abschlusspressekonferenz der Maiwoche gelobten der Dezernent Bolko Schubert und Organisator Heinrich Witte Besserung, sodass der Bierbrunnen wieder zum Markt wanderte.
Die Maiwoche 1980 stand unter dem Motto: „Osnabrück – 1200 Jahre Fortschritt und Bewahrung“ (in dem Jahr wurde das 1200-jährige Stadtjubiläum gefeiert). Unter anderem gab es damals einen Mittelaltermarkt und eine Modellregatta auf dem Attersee. Traditionell verteilten damals Blumenmädchen aus der Partnerstadt Haarlem Narzissen an die Besucher der Maiwoche. Ein Jahr später war das Motto der Maiwoche 1981: „Nachbarn in Europa“. Zu Beginn der Maiwoche gab es ein Konzert in der Dominikanerkirche, in der Musiker aus den Partnerstädten auftraten. Auf dem Plakat der Maiwoche waren die Flaggen der Länder Frankreich, England, Spanien, Portugal, Niederlande, Türkei, Jugoslawien, Italien und Polen abgebildet. 1982 wurde die Maiwoche unter den Slogan „Ein Platz in der Sonne – Osnabrücker helfen“ ausgerichtet. Erlöse aus Aktionen und Verkäufen wurden teilweise für wohltätige Zwecke gespendet.
Während der Maiwoche 1998 traten am 17. Mai auf dem noch unbebauten Platz des Kamp die H-Blockx auf. Mit ihrem gerade fertiggestellten dritten Album starteten sie hier vor 5000 Gästen ihre Europatour.
Von 1999 bis 2012 wurde am Herrenteichswall eine Bühne speziell für junges Publikum eingerichtet. Durch einen Abbruch des Auftritts der Donots während der Maiwoche 2001 entstand das seither durchgeführte JAK (Jahresabschlusskonzert) der Band zuerst im Hyde Park, ab 2005 im Rosenhof.

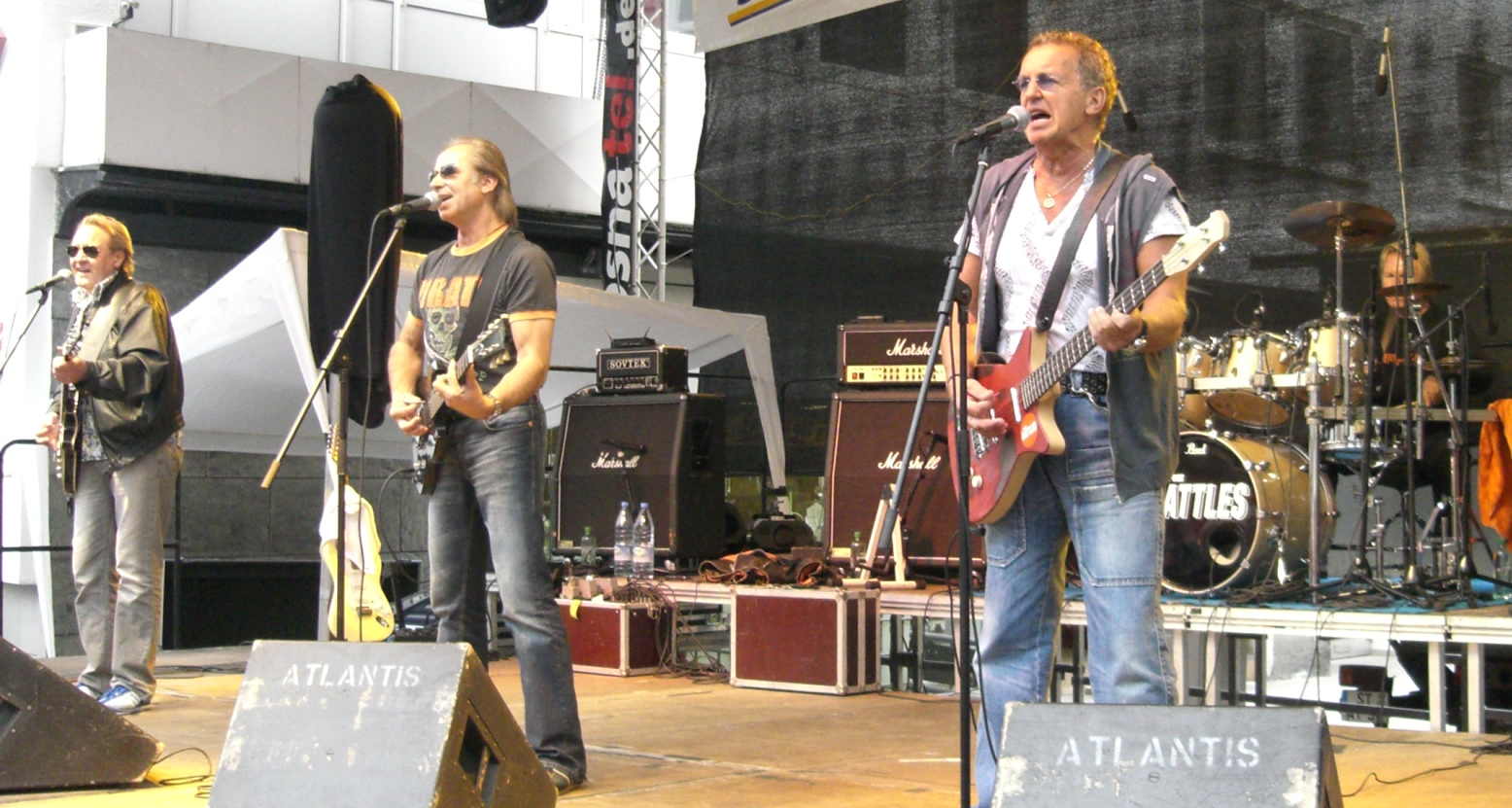
Auftritt vom The Rattels auf der Maiwoche 2006

Auf den Maiwochen zwischen 2003 und 2017 stand auf dem Platz des Westfälischen Friedens hinter der Stadtbibliothek das sogenannte Maidorf. In der mehrstöckigen Festzelt-Konstruktion, die zuletzt bis zu 1700 Personen fasste, wurde u. a. Livemusik gespielt. Im Jahr 2018 wurde dem Maidorf-Betreiber die Genehmigung seitens der Stadt für den Fliegenden Bau erstmals aus Sicherheitsgründen verweigert. Seit 2019 wird die Maidorf-Tradition parallel zur Maiwoche in den Räumlichkeiten einer örtlichen Diskothek weitergeführt.
Durch den zusammenfall der Feiertage Christi Himmelfahrt und 1. Mai in 2008, fand bei durchgehend gutem Wetter eine XXL-Maiwoche statt. Die Auftritte von Torfrock, Spider Murphy Gang, Extrabreit und Mickie Krause waren die musikalischen Höhepunkte der 36. Maiwoche. Mit dem anschließenden 97. Deutschen Katholikentag ging die Maiwoche zudem in eine Quasi-Verlängerung.
Seit den 2010er Jahren wird vermehrt auf Trends wie hochwertiges Street Food und eine größere Auswahl an Biersorten gesetzt. Jeweils parallel zum Eröffnungs- oder Abschlusswochenende fand außerdem schon mehrmals das Hasestraßenfest statt, welches die Maiwoche mit zusätzlichen Bühnen ergänzte. Im Jahr 2016 gaben zwei neue Bühnen auf dem Neumarkt und am Ledenhof Premiere. Am letzten Tag der Maiwoche am 19. Mai 2019 fand auf dem Markt vor dem Rathaus die Aufstiegsfeier des VfL Osnabrück statt. Dieser war Meister der 3. Fußball-Liga 2018/19 und stieg damit in die 2. Bundesliga auf.
Aufgrund der COVID-19-Pandemie in Deutschland wurden die Maiwochen 2020 (geplant 8. bis 17. Mai) und 2021 (geplant 14. bis 23. Mai) abgesagt.

### Gambrinus
Traditionell wird die Osnabrücker Maiwoche durch den Fassanstich eröffnet. Dabei ist neben dem Osnabrücker Oberbürgermeister, welcher den Fassanstich vollzieht, der Osnabrücker Gambrinus anwesend, dem der erste Schluck Bier des Festes zusteht. Die Figur des Osnabrücker Gambrinus ist älter als die Maiwoche und geht aus der Geschichte der Osnabrücker Aktien-Bierbrauerei zurück, zu deren hundertjährigem Jubiläum er entstand.

### Besucherzahlen und Künstler
Die folgende Liste bietet eine Übersicht über die Maiwochen seit 2001:
| Maiwoche Nr. | Jahr | Zeitraum        | Dauer in Tagen | Besucher insgesamt (ca.)                   | Künstler und Bands (Auswahl) |
| ------------ | ---- | --------------- | -------------- | ------------------------------------------ | --- |
| 29           | 2001 | 11. bis 20. Mai | 10             | 650.000                                    | Mambo Kurt, Jimmy Greene, Donots |
| 30           | 2002 | 17. bis 26. Mai | 10             | k. A.                                      | Bonfire, Boozed, Der Junge mit der Gitarre, Die angefahrenen Schulkinder, Guildo Horn, Liquido, Mambo Kurt, Mia |
| 31           | 2003 | 9. bis 18. Mai  | 10             | k. A.                                      | Extrabreit, Hubert Kah, Spider Murphy Gang, Mr. President, Culture Beat, 4Lyn, Tomte, Der Junge mit der Gitarre, Sofaplanet, Angelika Express |
| 32           | 2004 | 9. bis 17. Mai  | 9              | k. A.                                      | Emil Bulls, Toni Kater, Dog Eat Dog, Astra Kid, Tape, Axxis, Bernd Begemann, Dawn Penn, Der Junge mit der Gitarre, Die Schröders, Phillip Boa and the Voodooclub, Leningrad Cowboys |
| 33           | 2005 | 5. bis 16. Mai  | 12             | k. A.                                      | Kate Ryan, The Lords, Jan Josef Liefers, Duke Robillard, Hellmut Hattler, Extrabreit, Torfrock, Die Sterne, Muff Potter, Jupiter Jones, Such a Surge, Tiger Tunes, Rantanplan |
| 34           | 2006 | 12. bis 21. Mai | 10             | k. A.                                      | Schrottgrenze, EL*KE, Kingston Kitchen, Boozed, Gods of Blitz, Tito & Tarantula, Trashmonkeys |
| 35           | 2007 | 11. bis 20. Mai | 10             | 600.000                                    | The Spencer Davis Group, Die Happy, Madsen, 4Lyn, Anne Haigis, Back to the Roots, Black Box (Band), Blues Company, Caramelle (Sängerin), Guildo Horn, Kay Ray, Lotto King Karl, Mickie Krause, Ombre di Luci, Patrick Nuo, SHA |
| 36           | 2008 | 1. bis 12. Mai  | 12             | 700.000                                    | Blues Company, Boppin’B, Demon’s Eye, Extrabreit, Lotto King Karl, Mickie Krause, Ohrenfeindt, Pohlmann., Spider Murphy Gang, Torfrock |
| 37           | 2009 | 8. bis 17. Mai  | 10             | k. A.                                      | 17 Hippies, Apparatschik, Kay Ray, Fatima Spar & The Freedom Fries, Christian Steiffen, Johannes Oerding, Die Schröders |
| 38           | 2010 | 13. bis 24. Mai | 12             | k. A.                                      | Ana Popović, Boozed, Das Pack, Dukes of Windsor, Felix Meyer, Johannes Oerding, Jupiter Jones, Kay Ray, Kingsize Taylor, Monsters of Liedermaching, Skyfire, Soulfamily, Terry Hoax, Thomas Godoj |
| 39           | 2011 | 13. bis 22. Mai | 10             | k. A.                                      | Adolar, Architekt, Beat! Beat! Beat!, Blues Company, Casper, Deine Jugend, Findus, The Boxer Rebellion, VETO, Wirtz |
| 40           | 2012 | 11. bis 20. Mai | 10             | 600.000                                    | Kay Ray, Mickie Krause, Wohnraumhelden, Beat ’n Blow, Blues Company feat. The fabulous BC Horns, Soulfamily, Rolf Stahlhofen, The Rockhouse Brothers & The Brasses Of Fire, 6-Zylinder, HISS, Joseph Myers, Die Orsons, The Supernaturals, Frank und seine Freunde, Ombre di Luci, Go Back to the Zoo, Stereolove, Max Buskohl, Flo Mega, Cäthe, Major Healey, Tonbandgerät, MoTrip, Tommy Schneller & Band, Revoice, Los Dos y Compañeros, North Alone, Marc Pircher, Paul Lamb & the King Snakes |
| 41           | 2013 | 9. bis 20. Mai  | 12             | 550.000                                    | Mickie Krause, Kai Strauss Band, Tim Toupet, Rozencrantz, Ulf Hartmann, Fady Maalouf, Tommy Schneller, Blues Company feat. the BC Horns, Münchner Zwietracht, Chris Paulson, Ben Schadow Band, Major Healey, Pele Caster, Joseph Myers & Band, Thorbjørn Risager, Judith Hoersch, Robby Maria, Marc Pircher |
| 42           | 2014 | 9. bis 18. Mai  | 10             | 550.000                                    | Mr. Hurley & die Pulveraffen, Bad Temper Joe, Kay Ray, Greenbeats, Marius Tilly Band, Joseph Myers, Rozencrantz, Rec-Z, Marc Pircher, Ombre di Luci, Trovači, Summery Mind, Blues Company, Iva Nova, Frank und seine Freunde |
| 43           | 2015 | 8. bis 17. Mai  | 10             | 700.000                                    | Mr. Hurley & die Pulveraffen, Kalla Wefel, Blues Company feat. The fabulous BC Horns & The Soul Sistaz, Joseph Myers, Kay Ray, Golly, Bad Temper Joe, Boppin’B, Summery Mind, Liedfett, Kapelle Petra, The Esprits, Tom Gaebel & his Orchestra, Max Buskohl, Alphamay, Marc Pircher, Daniel Axt, Iva Nova |
| 44           | 2016 | 13. bis 22. Mai | 10             | 700.000                                    | Jimmy Reiter Band, Killerpilze, Tommy Schneller Band, Kay Ray, Edo Zanki, Mr. Hurley & die Pulveraffen, Steve ’n’ Seagulls, Thorbjørn Risager, Golly, Boppin’B, Marc Pircher, Kai Strauss & The Electric Blues Allstars |
| 45           | 2017 | 4. bis 14. Mai  | 11             | 800.000                                    | Russkaja, Torfrock, Die jungen Zillertaler, Blues Company, Miller Anderson, Antiheld, La Minor, Rolf Stahlhofen, Larry Garner, Pohlmann. |
| 46           | 2018 | 10. bis 21. Mai | 12             | 850.000                                    | Blues Company feat. The fabulous BC Horns & The Soul Sistaz, Golly, Albie Donnelly's Supercharge, Tommy Schneller Band, Thomas Blug's Rockanarchie |
| 47           | 2019 | 10. bis 19. Mai | 10             | 650.000                                    | Höhner, Ombre di Luci, Tommy Schneller Band, Anna-Maria Zimmermann, Blues Company feat. The fabulous BC Horns & The Soul Sistaz, Kay Ray mit Band, Mickie Krause, Boppin’B |
| 48           | 2020 | 8. bis 17. Mai  | 10             | Abgesagt aufgrund der Coronavirus-Pandemie | Abgesagt aufgrund der Coronavirus-Pandemie |
| 48           | 2021 | 14. bis 23. Mai | 10             | Abgesagt aufgrund der Coronavirus-Pandemie | Abgesagt aufgrund der Coronavirus-Pandemie |
| 48           | 2022 | 13. bis 22. Mai | 10             | 780.000                                    | 100 Kilo Herz, Antje Schomaker, Blues Company, Cadet Carter, Christin Nichols, Clawfinger, Conny, duesenjaeger, Frank und seine Freunde, Grillmaster Flash, Harpyie, Isolation Berlin, Kay Ray, Das Lumpenpack, Montreal, Ombre di Luci, Quantensprung, Reis Against The Spülmachine, Romano, The Silverettes, Tommy Schneller Band, Tonbandgerät, Tragedy of Mine, Turbostaat |
| 49           | 2023 | 12. bis 21. Mai | 10             | 850.000                                    | Alex Mofa Gang, Black Mirrors, Blues Company, Drei Meter Feldweg, Dÿse, Fatoni, Frank und seine Freunde, Frog Bog Dosenband, Glasperlenspiel, Grossstadtgeflüster, Hanne Kah, Jupiter Jones, Juse Ju, Lina Maly, Mr. Hurley & die Pulveraffen, Pascow, Pelemele, Quantensprung, Randale, Rogers, Ronja Maltzahn, Station 17, The Hawaiians, Therapy?, Tigeryouth, Torfrock |
| 50           | 2024 | 8. bis 20. Mai  | 13             |                                            | Afrob, Blechreiz, The Bloodstrings, Blues Company, Die Happy, Erik Cohen, Extrabreit, Fjørt, Jack Pott, JBS, Kai Strauss & The Electric Blues Allstars, Kapelle Petra, Kmpfsprt, Kytes, Mambo Kurt, Massendefekt, Mo-Torres, Pöbel MC, Randale, Reis Against The Spülmachine, The Silverettes, Skaos, Smoke Blow, Soffie, Till Hoheneder & The Slowhand Allstars, Tito & Tarantula |
| 51           | 2025 | 9. bis 18. Mai  | 10             |                                            | |

## Herdecker Maiwoche
Die Maiwoche in Herdecke ist ein alljährlich stattfindendes Volksfest. Neben typischen Speisen und Getränken aus dem Harz werden während der Maiwoche auch touristische Angebote vorgestellt. Ebenfalls ist die Partnerstadt Blankenburg (Harz) beteiligt.